# Karel Leopold z Clam-Gallasu
Karel Leopold hrabě z Clam-Gallasu (německy Karl Leopold Graf von Clam-Gallas, 27. října 1755 Praha – 1. dubna 1784 Praha) byl český šlechtic, příslušník česko-rakouského rodu Clamů, později Clam-Gallasů.

## Život
Karel Leopold byl druhorozeným synem svobodného pána (od roku 1759 hraběte) Jana Kryštofa z Clamu. Po svém otci zdědil panství Dětenice a drobnější statky Osenici a Mcely, po matce Markétě Aloisii, rozené hraběnce Colonnové z Felsu, pak panství Rožďalovice patřící původně Valdštejnům.
Otec Jan Kryštof získal roku 1760 český inkolát a zakoupil panství Dětenice a další statky na Mladoboleslavsku.
Spolu se svým starším bratrem, Kristiánem Filipem, byl pojat za dědice vymřelého rodu Gallasů. Poslední příslušník rodu Gallasů, hrabě Filip Josef, si v závěti vymínil, že dědicové musí přijmout gallasovské jméno a erb, což se skutečně stalo potvrzením Marií Terezií v roce 1768. Skutečným dědicem se však stal jen starší z bratrů, Kristián Filip. Karel Leopold a jeho případní dědici měli dědit jen v případě, že větev Kristiána Filipa vymře, což ale platilo také naopak. Aby byl dostatečně majetkově zabezpečen, zdědil nejen veškeré statky svého otce, nýbrž také panství Rožďalovice, zakoupené z peněz své matky, Markéty Aloisie.

### Rodina a potomstvo
Byl ženatý s Antonií, roz. svobodnou paní Skrbenskou z Hříště (1757 – 28. března 1783 Praha), kterou velmi miloval. Ta však zemřela ve věku pouhých 26 let na neznámou chorobu, což Karel Leopold psychicky neunesl a ve svých 28 letech spáchal sebevraždu. Zanechal po sobě pouze dceru Aloisii (9. července 1781 Praha – 19. července 1822 Horpács), později provdanou za uherského hraběte Ludvíka Széchényiho. Protože Aloisiini poručníci všechny statky po otci rozprodali, nezdědila starší větev Clam-Gallasů nic. Mladší větev Karla Leopolda vymřela po meči jeho osobou.

## Příbuzenské vztahy
Modře jsou vyznačeni příslušníci rodu Gallasů, zeleně Clam-Gallasové.
| I. Kateřina Barbora z Martinic † 1667   | I. Kateřina Barbora z Martinic † 1667   | I. Kateřina Barbora z Martinic † 1667   | I. Kateřina Barbora z Martinic † 1667   | I. Kateřina Barbora z Martinic † 1667   | I. Kateřina Barbora z Martinic † 1667   |  |  | František Ferdinand z Gallasu 1635–1697     | František Ferdinand z Gallasu 1635–1697     | František Ferdinand z Gallasu 1635–1697     | František Ferdinand z Gallasu 1635–1697     | František Ferdinand z Gallasu 1635–1697     | František Ferdinand z Gallasu 1635–1697     |  |  | II. Johana Emerenciana z Gaschin- Rosenbergu † 1735 | II. Johana Emerenciana z Gaschin- Rosenbergu † 1735 | II. Johana Emerenciana z Gaschin- Rosenbergu † 1735 | II. Johana Emerenciana z Gaschin- Rosenbergu † 1735 | II. Johana Emerenciana z Gaschin- Rosenbergu † 1735 | II. Johana Emerenciana z Gaschin- Rosenbergu † 1735 |                                        |                                        |                                           |                                           |                                           |                                           |                                                  |                                                  |                                                  |                                                  |                                                  |                                                  |                                                |                                                |                                                |                                                |                                        |                                        |                                               |                                               |                                               |                                               |                                               |                                               |                                      |                                      |                                                  |                                                  |                                                  |                                                  |                                                  |                                                  |  |  |                                               |                                               |                                               |                                               |                                               |                                               |  |  |  |  |
| I. Kateřina Barbora z Martinic † 1667   | I. Kateřina Barbora z Martinic † 1667   | I. Kateřina Barbora z Martinic † 1667   | I. Kateřina Barbora z Martinic † 1667   | I. Kateřina Barbora z Martinic † 1667   | I. Kateřina Barbora z Martinic † 1667   |  |  | František Ferdinand z Gallasu 1635–1697     | František Ferdinand z Gallasu 1635–1697     | František Ferdinand z Gallasu 1635–1697     | František Ferdinand z Gallasu 1635–1697     | František Ferdinand z Gallasu 1635–1697     | František Ferdinand z Gallasu 1635–1697     |  |  | II. Johana Emerenciana z Gaschin- Rosenbergu † 1735 | II. Johana Emerenciana z Gaschin- Rosenbergu † 1735 | II. Johana Emerenciana z Gaschin- Rosenbergu † 1735 | II. Johana Emerenciana z Gaschin- Rosenbergu † 1735 | II. Johana Emerenciana z Gaschin- Rosenbergu † 1735 | II. Johana Emerenciana z Gaschin- Rosenbergu † 1735 |                                        |                                        |                                           |                                           |                                           |                                           |                                                  |                                                  |                                                  |                                                  |                                                  |                                                  |                                                |                                                |                                                |                                                |                                        |                                        |                                               |                                               |                                               |                                               |                                               |                                               |                                      |                                      |                                                  |                                                  |                                                  |                                                  |                                                  |                                                  |  |  |                                               |                                               |                                               |                                               |                                               |                                               |  |  |  |  |
|                                         |                                         |                                         |                                         |                                         |                                         |  |  |                                             |                                             |                                             |                                             |                                             |                                             |  |  |                                                     |                                                     |                                                     |                                                     |                                                     |                                                     |                                        |                                        |                                           |                                           |                                           |                                           |                                                  |                                                  |                                                  |                                                  |                                                  |                                                  |                                                |                                                |                                                |                                                |                                        |                                        |                                               |                                               |                                               |                                               |                                               |                                               |                                      |                                      |                                                  |                                                  |                                                  |                                                  |                                                  |                                                  |  |  |                                               |                                               |                                               |                                               |                                               |                                               |  |  |  |  |
|                                         |                                         |                                         |                                         |                                         |                                         |  |  |                                             |                                             |                                             |                                             |                                             |                                             |  |  |                                                     |                                                     |                                                     |                                                     |                                                     |                                                     |                                        |                                        |                                           |                                           |                                           |                                           |                                                  |                                                  |                                                  |                                                  |                                                  |                                                  |                                                |                                                |                                                |                                                |                                        |                                        |                                               |                                               |                                               |                                               |                                               |                                               |                                      |                                      |                                                  |                                                  |                                                  |                                                  |                                                  |                                                  |  |  |                                               |                                               |                                               |                                               |                                               |                                               |  |  |  |  |
| Rudolf z Gallasu 1678–1699              | Rudolf z Gallasu 1678–1699              | Rudolf z Gallasu 1678–1699              | Rudolf z Gallasu 1678–1699              | Rudolf z Gallasu 1678–1699              | Rudolf z Gallasu 1678–1699              |  |  | Johana Beatrix z Gallasu † 1716             | Johana Beatrix z Gallasu † 1716             | Johana Beatrix z Gallasu † 1716             | Johana Beatrix z Gallasu † 1716             | Johana Beatrix z Gallasu † 1716             | Johana Beatrix z Gallasu † 1716             |  |  | Karel Linhart Colonna z Felsu 1674–1716             | Karel Linhart Colonna z Felsu 1674–1716             | Karel Linhart Colonna z Felsu 1674–1716             | Karel Linhart Colonna z Felsu 1674–1716             | Karel Linhart Colonna z Felsu 1674–1716             | Karel Linhart Colonna z Felsu 1674–1716             |                                        |                                        | I. Marie Anna z Dietrichsteinu 1681–1704  | I. Marie Anna z Dietrichsteinu 1681–1704  | I. Marie Anna z Dietrichsteinu 1681–1704  | I. Marie Anna z Dietrichsteinu 1681–1704  | I. Marie Anna z Dietrichsteinu 1681–1704         | I. Marie Anna z Dietrichsteinu 1681–1704         |                                                  |                                                  | Jan Václav z Gallasu 1671–1719                   | Jan Václav z Gallasu 1671–1719                   | Jan Václav z Gallasu 1671–1719                 | Jan Václav z Gallasu 1671–1719                 | Jan Václav z Gallasu 1671–1719                 | Jan Václav z Gallasu 1671–1719                 |                                        |                                        | II. Marie Arnoštka z Dietrichsteinu 1688–1745 | II. Marie Arnoštka z Dietrichsteinu 1688–1745 | II. Marie Arnoštka z Dietrichsteinu 1688–1745 | II. Marie Arnoštka z Dietrichsteinu 1688–1745 | II. Marie Arnoštka z Dietrichsteinu 1688–1745 | II. Marie Arnoštka z Dietrichsteinu 1688–1745 |                                      |                                      |                                                  |                                                  |                                                  |                                                  |                                                  |                                                  |  |  |                                               |                                               |                                               |                                               |                                               |                                               |  |  |  |  |
| Rudolf z Gallasu 1678–1699              | Rudolf z Gallasu 1678–1699              | Rudolf z Gallasu 1678–1699              | Rudolf z Gallasu 1678–1699              | Rudolf z Gallasu 1678–1699              | Rudolf z Gallasu 1678–1699              |  |  | Johana Beatrix z Gallasu † 1716             | Johana Beatrix z Gallasu † 1716             | Johana Beatrix z Gallasu † 1716             | Johana Beatrix z Gallasu † 1716             | Johana Beatrix z Gallasu † 1716             | Johana Beatrix z Gallasu † 1716             |  |  | Karel Linhart Colonna z Felsu 1674–1716             | Karel Linhart Colonna z Felsu 1674–1716             | Karel Linhart Colonna z Felsu 1674–1716             | Karel Linhart Colonna z Felsu 1674–1716             | Karel Linhart Colonna z Felsu 1674–1716             | Karel Linhart Colonna z Felsu 1674–1716             |                                        |                                        | I. Marie Anna z Dietrichsteinu 1681–1704  | I. Marie Anna z Dietrichsteinu 1681–1704  | I. Marie Anna z Dietrichsteinu 1681–1704  | I. Marie Anna z Dietrichsteinu 1681–1704  | I. Marie Anna z Dietrichsteinu 1681–1704         | I. Marie Anna z Dietrichsteinu 1681–1704         |                                                  |                                                  | Jan Václav z Gallasu 1671–1719                   | Jan Václav z Gallasu 1671–1719                   | Jan Václav z Gallasu 1671–1719                 | Jan Václav z Gallasu 1671–1719                 | Jan Václav z Gallasu 1671–1719                 | Jan Václav z Gallasu 1671–1719                 |                                        |                                        | II. Marie Arnoštka z Dietrichsteinu 1688–1745 | II. Marie Arnoštka z Dietrichsteinu 1688–1745 | II. Marie Arnoštka z Dietrichsteinu 1688–1745 | II. Marie Arnoštka z Dietrichsteinu 1688–1745 | II. Marie Arnoštka z Dietrichsteinu 1688–1745 | II. Marie Arnoštka z Dietrichsteinu 1688–1745 |                                      |                                      |                                                  |                                                  |                                                  |                                                  |                                                  |                                                  |  |  |                                               |                                               |                                               |                                               |                                               |                                               |  |  |  |  |
|                                         |                                         |                                         |                                         |                                         |                                         |  |  |                                             |                                             |                                             |                                             |                                             |                                             |  |  |                                                     |                                                     |                                                     |                                                     |                                                     |                                                     |                                        |                                        |                                           |                                           |                                           |                                           |                                                  |                                                  |                                                  |                                                  |                                                  |                                                  |                                                |                                                |                                                |                                                |                                        |                                        |                                               |                                               |                                               |                                               |                                               |                                               |                                      |                                      |                                                  |                                                  |                                                  |                                                  |                                                  |                                                  |  |  |                                               |                                               |                                               |                                               |                                               |                                               |  |  |  |  |
|                                         |                                         |                                         |                                         |                                         |                                         |  |  |                                             |                                             |                                             |                                             |                                             |                                             |  |  |                                                     |                                                     |                                                     |                                                     |                                                     |                                                     |                                        |                                        |                                           |                                           |                                           |                                           |                                                  |                                                  |                                                  |                                                  |                                                  |                                                  |                                                |                                                |                                                |                                                |                                        |                                        |                                               |                                               |                                               |                                               |                                               |                                               |                                      |                                      |                                                  |                                                  |                                                  |                                                  |                                                  |                                                  |  |  |                                               |                                               |                                               |                                               |                                               |                                               |  |  |  |  |
| Jan Kryštof z Clamu 1702–1778           | Jan Kryštof z Clamu 1702–1778           | Jan Kryštof z Clamu 1702–1778           | Jan Kryštof z Clamu 1702–1778           | Jan Kryštof z Clamu 1702–1778           | Jan Kryštof z Clamu 1702–1778           |  |  | Markéta Aloisie Colonnová z Felsu 1714–1782 | Markéta Aloisie Colonnová z Felsu 1714–1782 | Markéta Aloisie Colonnová z Felsu 1714–1782 | Markéta Aloisie Colonnová z Felsu 1714–1782 | Markéta Aloisie Colonnová z Felsu 1714–1782 | Markéta Aloisie Colonnová z Felsu 1714–1782 |  |  |                                                     |                                                     |                                                     |                                                     | Marie Anna Colonnová z Felsu 1702–1759              | Marie Anna Colonnová z Felsu 1702–1759              | Marie Anna Colonnová z Felsu 1702–1759 | Marie Anna Colonnová z Felsu 1702–1759 | Marie Anna Colonnová z Felsu 1702–1759    | Marie Anna Colonnová z Felsu 1702–1759    |                                           |                                           | Filip Josef z Gallasu 1703–1757 ultimus familiae | Filip Josef z Gallasu 1703–1757 ultimus familiae | Filip Josef z Gallasu 1703–1757 ultimus familiae | Filip Josef z Gallasu 1703–1757 ultimus familiae | Filip Josef z Gallasu 1703–1757 ultimus familiae | Filip Josef z Gallasu 1703–1757 ultimus familiae |                                                |                                                |                                                |                                                |                                        |                                        |                                               |                                               |                                               |                                               |                                               |                                               |                                      |                                      |                                                  |                                                  |                                                  |                                                  |                                                  |                                                  |  |  |                                               |                                               |                                               |                                               |                                               |                                               |  |  |  |  |
| Jan Kryštof z Clamu 1702–1778           | Jan Kryštof z Clamu 1702–1778           | Jan Kryštof z Clamu 1702–1778           | Jan Kryštof z Clamu 1702–1778           | Jan Kryštof z Clamu 1702–1778           | Jan Kryštof z Clamu 1702–1778           |  |  | Markéta Aloisie Colonnová z Felsu 1714–1782 | Markéta Aloisie Colonnová z Felsu 1714–1782 | Markéta Aloisie Colonnová z Felsu 1714–1782 | Markéta Aloisie Colonnová z Felsu 1714–1782 | Markéta Aloisie Colonnová z Felsu 1714–1782 | Markéta Aloisie Colonnová z Felsu 1714–1782 |  |  |                                                     |                                                     |                                                     |                                                     | Marie Anna Colonnová z Felsu 1702–1759              | Marie Anna Colonnová z Felsu 1702–1759              | Marie Anna Colonnová z Felsu 1702–1759 | Marie Anna Colonnová z Felsu 1702–1759 | Marie Anna Colonnová z Felsu 1702–1759    | Marie Anna Colonnová z Felsu 1702–1759    |                                           |                                           | Filip Josef z Gallasu 1703–1757 ultimus familiae | Filip Josef z Gallasu 1703–1757 ultimus familiae | Filip Josef z Gallasu 1703–1757 ultimus familiae | Filip Josef z Gallasu 1703–1757 ultimus familiae | Filip Josef z Gallasu 1703–1757 ultimus familiae | Filip Josef z Gallasu 1703–1757 ultimus familiae |                                                |                                                |                                                |                                                |                                        |                                        |                                               |                                               |                                               |                                               |                                               |                                               |                                      |                                      |                                                  |                                                  |                                                  |                                                  |                                                  |                                                  |  |  |                                               |                                               |                                               |                                               |                                               |                                               |  |  |  |  |
|                                         |                                         |                                         |                                         |                                         |                                         |  |  |                                             |                                             |                                             |                                             |                                             |                                             |  |  |                                                     |                                                     |                                                     |                                                     |                                                     |                                                     |                                        |                                        |                                           |                                           |                                           |                                           |                                                  |                                                  |                                                  |                                                  |                                                  |                                                  |                                                |                                                |                                                |                                                |                                        |                                        |                                               |                                               |                                               |                                               |                                               |                                               |                                      |                                      |                                                  |                                                  |                                                  |                                                  |                                                  |                                                  |  |  |                                               |                                               |                                               |                                               |                                               |                                               |  |  |  |  |
|                                         |                                         |                                         |                                         |                                         |                                         |  |  |                                             |                                             |                                             |                                             |                                             |                                             |  |  |                                                     |                                                     |                                                     |                                                     |                                                     |                                                     |                                        |                                        |                                           |                                           |                                           |                                           |                                                  |                                                  |                                                  |                                                  |                                                  |                                                  |                                                |                                                |                                                |                                                |                                        |                                        |                                               |                                               |                                               |                                               |                                               |                                               |                                      |                                      |                                                  |                                                  |                                                  |                                                  |                                                  |                                                  |  |  |                                               |                                               |                                               |                                               |                                               |                                               |  |  |  |  |
| Kristián Filip z Clam-Gallasu 1748–1805 | Kristián Filip z Clam-Gallasu 1748–1805 | Kristián Filip z Clam-Gallasu 1748–1805 | Kristián Filip z Clam-Gallasu 1748–1805 | Kristián Filip z Clam-Gallasu 1748–1805 | Kristián Filip z Clam-Gallasu 1748–1805 |  |  | Karolína Josefína Sporcková 1752–1799       | Karolína Josefína Sporcková 1752–1799       | Karolína Josefína Sporcková 1752–1799       | Karolína Josefína Sporcková 1752–1799       | Karolína Josefína Sporcková 1752–1799       | Karolína Josefína Sporcková 1752–1799       |  |  |                                                     |                                                     |                                                     |                                                     |                                                     |                                                     |                                        |                                        |                                           |                                           |                                           |                                           |                                                  |                                                  |                                                  |                                                  |                                                  |                                                  |                                                |                                                | Karel Leopold z Clam-Gallasu 1755–1784         | Karel Leopold z Clam-Gallasu 1755–1784         | Karel Leopold z Clam-Gallasu 1755–1784 | Karel Leopold z Clam-Gallasu 1755–1784 | Karel Leopold z Clam-Gallasu 1755–1784        | Karel Leopold z Clam-Gallasu 1755–1784        |                                               |                                               | Antonie Skrbenská z Hříště 1757–1783          | Antonie Skrbenská z Hříště 1757–1783          | Antonie Skrbenská z Hříště 1757–1783 | Antonie Skrbenská z Hříště 1757–1783 | Antonie Skrbenská z Hříště 1757–1783             | Antonie Skrbenská z Hříště 1757–1783             |                                                  |                                                  |                                                  |                                                  |  |  |                                               |                                               |                                               |                                               |                                               |                                               |  |  |  |  |
| Kristián Filip z Clam-Gallasu 1748–1805 | Kristián Filip z Clam-Gallasu 1748–1805 | Kristián Filip z Clam-Gallasu 1748–1805 | Kristián Filip z Clam-Gallasu 1748–1805 | Kristián Filip z Clam-Gallasu 1748–1805 | Kristián Filip z Clam-Gallasu 1748–1805 |  |  | Karolína Josefína Sporcková 1752–1799       | Karolína Josefína Sporcková 1752–1799       | Karolína Josefína Sporcková 1752–1799       | Karolína Josefína Sporcková 1752–1799       | Karolína Josefína Sporcková 1752–1799       | Karolína Josefína Sporcková 1752–1799       |  |  |                                                     |                                                     |                                                     |                                                     |                                                     |                                                     |                                        |                                        |                                           |                                           |                                           |                                           |                                                  |                                                  |                                                  |                                                  |                                                  |                                                  |                                                |                                                | Karel Leopold z Clam-Gallasu 1755–1784         | Karel Leopold z Clam-Gallasu 1755–1784         | Karel Leopold z Clam-Gallasu 1755–1784 | Karel Leopold z Clam-Gallasu 1755–1784 | Karel Leopold z Clam-Gallasu 1755–1784        | Karel Leopold z Clam-Gallasu 1755–1784        |                                               |                                               | Antonie Skrbenská z Hříště 1757–1783          | Antonie Skrbenská z Hříště 1757–1783          | Antonie Skrbenská z Hříště 1757–1783 | Antonie Skrbenská z Hříště 1757–1783 | Antonie Skrbenská z Hříště 1757–1783             | Antonie Skrbenská z Hříště 1757–1783             |                                                  |                                                  |                                                  |                                                  |  |  |                                               |                                               |                                               |                                               |                                               |                                               |  |  |  |  |
|                                         |                                         |                                         |                                         |                                         |                                         |  |  |                                             |                                             |                                             |                                             |                                             |                                             |  |  |                                                     |                                                     |                                                     |                                                     |                                                     |                                                     |                                        |                                        |                                           |                                           |                                           |                                           |                                                  |                                                  |                                                  |                                                  |                                                  |                                                  |                                                |                                                |                                                |                                                |                                        |                                        |                                               |                                               |                                               |                                               |                                               |                                               |                                      |                                      |                                                  |                                                  |                                                  |                                                  |                                                  |                                                  |  |  |                                               |                                               |                                               |                                               |                                               |                                               |  |  |  |  |
|                                         |                                         |                                         |                                         |                                         |                                         |  |  |                                             |                                             |                                             |                                             |                                             |                                             |  |  |                                                     |                                                     |                                                     |                                                     |                                                     |                                                     |                                        |                                        |                                           |                                           |                                           |                                           |                                                  |                                                  |                                                  |                                                  |                                                  |                                                  |                                                |                                                |                                                |                                                |                                        |                                        |                                               |                                               |                                               |                                               |                                               |                                               |                                      |                                      |                                                  |                                                  |                                                  |                                                  |                                                  |                                                  |  |  |                                               |                                               |                                               |                                               |                                               |                                               |  |  |  |  |
| Marie Aloisie z Clam-Gallasu 1774–1831  | Marie Aloisie z Clam-Gallasu 1774–1831  | Marie Aloisie z Clam-Gallasu 1774–1831  | Marie Aloisie z Clam-Gallasu 1774–1831  | Marie Aloisie z Clam-Gallasu 1774–1831  | Marie Aloisie z Clam-Gallasu 1774–1831  |  |  | Vincenc z Auerspergu 1763–1833              | Vincenc z Auerspergu 1763–1833              | Vincenc z Auerspergu 1763–1833              | Vincenc z Auerspergu 1763–1833              | Vincenc z Auerspergu 1763–1833              | Vincenc z Auerspergu 1763–1833              |  |  | Fridrich Kryštof z Clam-Gallasu 1775–1832           | Fridrich Kryštof z Clam-Gallasu 1775–1832           | Fridrich Kryštof z Clam-Gallasu 1775–1832           | Fridrich Kryštof z Clam-Gallasu 1775–1832           | Fridrich Kryštof z Clam-Gallasu 1775–1832           | Fridrich Kryštof z Clam-Gallasu 1775–1832           |                                        |                                        | Kristián Kryštof z Clam-Gallasu 1771–1838 | Kristián Kryštof z Clam-Gallasu 1771–1838 | Kristián Kryštof z Clam-Gallasu 1771–1838 | Kristián Kryštof z Clam-Gallasu 1771–1838 | Kristián Kryštof z Clam-Gallasu 1771–1838        | Kristián Kryštof z Clam-Gallasu 1771–1838        |                                                  |                                                  | Josefína Karolína z Clary-Aldringenu 1777–1828   | Josefína Karolína z Clary-Aldringenu 1777–1828   | Josefína Karolína z Clary-Aldringenu 1777–1828 | Josefína Karolína z Clary-Aldringenu 1777–1828 | Josefína Karolína z Clary-Aldringenu 1777–1828 | Josefína Karolína z Clary-Aldringenu 1777–1828 |                                        |                                        | I. Aloisie z Clam-Gallasu 1781–1822           | I. Aloisie z Clam-Gallasu 1781–1822           | I. Aloisie z Clam-Gallasu 1781–1822           | I. Aloisie z Clam-Gallasu 1781–1822           | I. Aloisie z Clam-Gallasu 1781–1822           | I. Aloisie z Clam-Gallasu 1781–1822           |                                      |                                      | Ludvík Széchényi ze Sárvár-Felsővidéku 1781–1855 | Ludvík Széchényi ze Sárvár-Felsővidéku 1781–1855 | Ludvík Széchényi ze Sárvár-Felsővidéku 1781–1855 | Ludvík Széchényi ze Sárvár-Felsővidéku 1781–1855 | Ludvík Széchényi ze Sárvár-Felsővidéku 1781–1855 | Ludvík Széchényi ze Sárvár-Felsővidéku 1781–1855 |  |  | II. Františka z Wurmbrand-Stuppachu 1797–1873 | II. Františka z Wurmbrand-Stuppachu 1797–1873 | II. Františka z Wurmbrand-Stuppachu 1797–1873 | II. Františka z Wurmbrand-Stuppachu 1797–1873 | II. Františka z Wurmbrand-Stuppachu 1797–1873 | II. Františka z Wurmbrand-Stuppachu 1797–1873 |  |  |  |  |
| Marie Aloisie z Clam-Gallasu 1774–1831  | Marie Aloisie z Clam-Gallasu 1774–1831  | Marie Aloisie z Clam-Gallasu 1774–1831  | Marie Aloisie z Clam-Gallasu 1774–1831  | Marie Aloisie z Clam-Gallasu 1774–1831  | Marie Aloisie z Clam-Gallasu 1774–1831  |  |  | Vincenc z Auerspergu 1763–1833              | Vincenc z Auerspergu 1763–1833              | Vincenc z Auerspergu 1763–1833              | Vincenc z Auerspergu 1763–1833              | Vincenc z Auerspergu 1763–1833              | Vincenc z Auerspergu 1763–1833              |  |  | Fridrich Kryštof z Clam-Gallasu 1775–1832           | Fridrich Kryštof z Clam-Gallasu 1775–1832           | Fridrich Kryštof z Clam-Gallasu 1775–1832           | Fridrich Kryštof z Clam-Gallasu 1775–1832           | Fridrich Kryštof z Clam-Gallasu 1775–1832           | Fridrich Kryštof z Clam-Gallasu 1775–1832           |                                        |                                        | Kristián Kryštof z Clam-Gallasu 1771–1838 | Kristián Kryštof z Clam-Gallasu 1771–1838 | Kristián Kryštof z Clam-Gallasu 1771–1838 | Kristián Kryštof z Clam-Gallasu 1771–1838 | Kristián Kryštof z Clam-Gallasu 1771–1838        | Kristián Kryštof z Clam-Gallasu 1771–1838        |                                                  |                                                  | Josefína Karolína z Clary-Aldringenu 1777–1828   | Josefína Karolína z Clary-Aldringenu 1777–1828   | Josefína Karolína z Clary-Aldringenu 1777–1828 | Josefína Karolína z Clary-Aldringenu 1777–1828 | Josefína Karolína z Clary-Aldringenu 1777–1828 | Josefína Karolína z Clary-Aldringenu 1777–1828 |                                        |                                        | I. Aloisie z Clam-Gallasu 1781–1822           | I. Aloisie z Clam-Gallasu 1781–1822           | I. Aloisie z Clam-Gallasu 1781–1822           | I. Aloisie z Clam-Gallasu 1781–1822           | I. Aloisie z Clam-Gallasu 1781–1822           | I. Aloisie z Clam-Gallasu 1781–1822           |                                      |                                      | Ludvík Széchényi ze Sárvár-Felsővidéku 1781–1855 | Ludvík Széchényi ze Sárvár-Felsővidéku 1781–1855 | Ludvík Széchényi ze Sárvár-Felsővidéku 1781–1855 | Ludvík Széchényi ze Sárvár-Felsővidéku 1781–1855 | Ludvík Széchényi ze Sárvár-Felsővidéku 1781–1855 | Ludvík Széchényi ze Sárvár-Felsővidéku 1781–1855 |  |  | II. Františka z Wurmbrand-Stuppachu 1797–1873 | II. Františka z Wurmbrand-Stuppachu 1797–1873 | II. Františka z Wurmbrand-Stuppachu 1797–1873 | II. Františka z Wurmbrand-Stuppachu 1797–1873 | II. Františka z Wurmbrand-Stuppachu 1797–1873 | II. Františka z Wurmbrand-Stuppachu 1797–1873 |  |  |  |  |